# Bryum icodense
Bryum icodense är en bladmossart som beskrevs av H. Winter 1914. Bryum icodense ingår i släktet bryummossor, och familjen Bryaceae. Inga underarter finns listade i Catalogue of Life.